# Temple de Bindhyabasini
Le Temple de Bindhyabasini est un édifice religieux hindou sis à Pokhara, au Népal. Sis sur une colline rocheuse au nord de la vieille ville, le temple est un des plus anciens lieux de pèlerinage hindou de la vallée de Pokhara.
L’édifice fut construit sur une terrasse naturelle au sommet de la colline rocheuse comme résidence à la déesse aux huit bras, Bindhyabasini (ou ‘Bhagawati’). L’origine de ce culte se perd dans le temps même si la présence de la statue actuelle semble être liée au règne du dernier roi de la vallée de Kaski, Siddhinarayan Shaha qui l’y aurait installée en accomplissement d'une demande de la déesse reçue en rêve.
Le temple est un des plus populaires de la vallée de Pokhara et de nombreux dévots le visitent, particulièrement durant les jours propices du festival de ‘Dashain’ (en octobre), Chaite Dashain et Bada Dashain, y offrant des sacrifices et recevant le 'tika' sur le front (marque rouge qui anciennement était de sang animal).
Autour du temple, qui occupe une position centrale, d’autres bâtiments furent érigés pour permettre l’accomplissement de rites religieux ou sociaux (entre autres des célébrations de mariages).